# Philippe Henri de Grimoard
Le comte Philippe Henri de Grimoard, né le 12 août 1753 à Verdun et mort en 1815, est un général et historien militaire français de la Révolution et de l’Empire.
Sa sépulture se trouve à Soings-en-Sologne (Loir et Cher) avec celle de sa seconde épouse Victorine Mahé de la Bourdonnais, Comtesse de Grimoard décédée le 11 juin 1866.

## Biographie
Il entre en service le 8 mars 1770 comme sous-lieutenant au régiment du Dauphiné-infanterie, puis il passe au service du roi d'Espagne sur ordre express du roi de France et y gagne ses galons de lieutenant-colonel.
Philippe Henri de Grimoard sous le grade de colonel de l'infanterie eut pour mission d'instruire militairement les deux fils du comte d'Artois (futur Charles X de France). Il publie en 1782 un volume sur les quatre dernières campagnes de Turenne sous le nom du sieur Beaurain, géographe.
En 1790, il est à l'armée de François Claude Amour, marquis de Bouillé avec le grade d'adjudant-général. Il fut chargé en 1792 de rédiger le plan de campagne pour cette même année. Le 15 mai 1794, il est promu général de division et le Comité de salut public l'emploie à la direction des opérations militaires. En septembre 1794, il est suspendu de ses fonctions. 

### Vie privée
Il épouse en premières noces Adrienne Jeanne Tardieu de Maleyssie, fille de Philibert Tardieu comte de Maleyssie et de Marie Claire Silva; en secondes Victorine Mahé de la Bourdonnais. 

## Ouvrages
- Histoire des dernières campagnes de Turenne (Paris, 1780)
- Lettres et mémoires de Turenne (Paris, 1780)
- Troupes légères et leur emploi (Paris, 1782)
- Conquêtes de Gustave-Adolphe (Stockholm et Neuchâtel, 1782-1791)
- Mémoires de Gustave-Adolphe (Paris, 1790)
- Correspondance du maréchal de Richelieu (Paris, 1789)
- St Germain (1789)
- cand Bernis (1790)
- Vie et règne de Frédéric le Grand (London, 1788)
- Lettres et mémoires du maréchal de Saxe (Paris, 1794)
- L'Expédition de Minorque en 1756 (Paris, 1798)
- Recherches sur la force de l'armée française depuis Henri IV jusqu'en 1805 (Paris, 1806)
- Mémoires du maréchal de Tessé (Paris, 1806)
- Lettres de Bolingbroke (Paris, 1808)
- Traité sur le service d'état-major (Paris, 1809)
- Tableau historique de la guerre de la Revolution de France, 1792-1794 (avec Servan (source?)) (en trois tomes, chez Treuttel & Würtz, Paris & Strasbourg, 1808).
- Tableau historique et militaire de la vie et du règne de Frédéric le Grand, roi de Prusse. (Paris, Didot fils, 1788)